# Primogenitur
Primogenitur (von lateinisch primus „Erster“, und genitus „geboren“: Erstgeborenen-Nachfolgeordnung) bezeichnet fachsprachlich die Ordnung der Erbfolge, nach der nur das erstgeborene Kind das Erbe und die Rechtsnachfolge einer verstorbenen Person antritt, während dessen jüngere Geschwister unberücksichtigt bleiben. Erbe und Rechtsnachfolger des erstgeborenen Kindes ist wieder dessen erstgeborenes Kind. Nur wenn eine verstorbene Person bei ihrem Tod keine Nachkommen hinterlässt, kann der älteste noch lebende Bruder bzw. die älteste noch lebende Schwester der verstorbenen Person deren Rechtsnachfolge antreten.
Im alten Adelsrecht galt die Primogenitur vor allem in Königshäusern zur Festlegung der Thronfolge sowie in herrschenden Fürstenhäusern zur Bestimmung der Regentenfolge. In der Regel konnten dabei nur älteste Söhne die Erbfolge antreten; Töchter waren entweder ganz ausgeschlossen (nach dem alten fränkischen Recht Lex Salica) oder wurden ihren Brüdern gegenüber zurückgesetzt. Neben dem militärischen Ursprung der so vererbten Ämter war dies auch dadurch begründet, dass nach der Heirat einer Tochter ihre Kinder dem Haus ihres Ehemannes zugerechnet, seinen Familiennamen tragen und seine Stammlinie fortsetzen würden, nicht aber die Linie ihrer Mutter und deren Vaters. Gab es keinen männlichen Nachkommen, regelten familieneigene Hausgesetze die Erb- und Rechtsnachfolge, beispielsweise in der Form eines Majorats oder eines Minorats, in seltenen Fällen auch durch ein Erbtochter- oder Erbjungfernrecht. Ein Primogeniturtitel (Erstgeburtstitel) konnte als offizieller Namensbestandteil nur an Erstgeborene weitervererbt werden.
Ultimogenitur („Letztgeborenenrecht“) bezeichnet demgegenüber eine Ordnung der Nachfolge, bei der das jüngste Kind den Familienbesitz erbt. Diese Erbfolge fand und findet sich als Ultimagenitur („Letztgeborene“) bei einigen der rund 160 ethnischen Gruppen und indigenen Völkern, die sich matrilinear nach ihren Mütterlinien organisieren: Hier erbt die jüngste Tochter die soziale Position und den Besitz der verstorbenen Mutter, was zumeist die Verfügungsgewalt über den familiären Landbesitz einschließt; Söhne bleiben unberücksichtigt, weil sie die Linie nicht fortsetzen können, denn ihre Kinder werden ihrer Mutter und deren Linie zugerechnet. In ländlichen Gegenden Moldawiens erbt oft der jüngste Sohn den familiären Wohnsitz, während der älteste Sohn die offizielle Nachfolge seines Vaters übernimmt; diese Regelung war früher auch in der Mongolei üblich, dort galt der Jüngste als Bewahrer des „heiligen Herdfeuers“ seiner Familie.

## Funktionen
Die Primogenitur sicherte den ungeteilten Bestand eines Erbes, im Falle eines Regierenden also die Fortdauer einheitlicher Herrschaft über das bestehende Territorium. Je mehr in der frühen Neuzeit Herrschaftsgebiete funktionell und nach dem Selbstverständnis der Herrschaftsinhaber zu einem Staat wurden, desto erstrebenswerter wurde dieses Ziel. Die Primogenitur verhindert aber auch, dass landwirtschaftliches Eigentum immer weiter zersplittert wird. Dieses Ziel wurde teils auch durch politische Eingriffe verfolgt, so z. B. durch das Reichserbhofgesetz von 1933.
Die Primogenitur ließ die Geschwister des Erben oft ohne Versorgung aus der Erbmasse; Brüder mussten teils ausgezahlt werden, was zur Verschuldung des Haupterben führen konnte. Dem wurde teilweise abgeholfen durch Zuteilung von einkommenssichernden Kirchenämtern (Pfründen) an die jüngeren Brüder. Nach der Reformation verloren die protestantischen Länder diesen Behelf, ermöglichten ihnen jedoch oft militärische Karrieren im Rahmen von Söldnerheeren. So erreichte die preußische Heeresstärke um 1760 das Drei- bis Fünffache derjenigen Frankreichs, bezogen auf die Gesamtbevölkerung, und Hessen verkaufte sogar seine Söldner im amerikanischen Unabhängigkeitskrieg an die englischen Streitkräfte.
Indem die jüngeren Brüder Kirchenämter übernahmen, fielen sie als Zeuger legitimer, erbberechtigter Kinder aus. Sofern also der Erstgeborene bei der Fortpflanzung „versagte“, drohte das Familiengeschlecht auszusterben. Um die Fortführung der Familie zu sichern, wurde dann oft von den eigenen Hausgesetzen abgewichen, die nur eine Primogenitur vorsahen.

## Geschichte
Der Vorrang des Erstgeborenen findet bereits im Alten Testament der Bibel Erwähnung, etwa in der Rivalität zwischen Esau und Jakob um den Segen ihres Vaters Isaaks. In der Mosesgeschichte bringt die letzte (und schwerste) biblische Plage die Ägypter um ihre Erstgeborenen. Allerdings gibt es in der Bibel viele Beispiele für die Bevorzugung jüngerer Söhne, so dass die biblische Norm wohl flexibel angewandt wurde.
Im germanischen Rechtsbereich und speziell im mittelalterlichen Deutschland setzte sich das Prinzip nur allmählich durch. Bei den Karolingern und den Askaniern wurde die Herrschaft unter den lebenden Söhnen aufgeteilt. Heinrich I. von Bayern rechtfertigte seine wiederholten Aufstände gegen die Herrschaft seines Bruders Ottos des Großen geradezu damit, dass Otto zwar der Primogenitus (Erstgeborene) seines Vaters sei, jedoch noch des bloßen Herzogs, während er selbst sein Porphyrogenitus (Purpurgeborene) sei, also sein Kind im höheren Königsamt.
Die Kapetinger setzten die Primogenitur in Frankreich konsequent durch, was die Sammlung des Territoriums und die Schaffung des späteren französischen Nationalstaats förderte.
Die Goldene Bulle von 1356 verfügte staatsrechtlich die Primogenitur für die weltlichen Kurfürstentümer des Heiligen Römischen Reiches und verschaffte ihr somit mehr Bedeutung. Sie galt aber nur für die Kurlande; andere Ländereien, über die ein Kurfürst herrschte, konnten durchaus im Erbwege geteilt werden, wie es etwa in der Geschichte Sachsens und der Kurpfalz wiederholt vorkam; das Erbprinzip galt also nur erst spezifisch und nicht allgemein.
Das Primogeniturstatut von 1375 der Herrschaft und späteren Grafschaft Hanau ist eine der ältesten Bestimmungen, die dieses Prinzip unterhalb der Ebene der Kurfürsten vorschreibt.

## Weitere Entwicklung in der Neuzeit

Deszendenzregeln in europäischen Monarchien

Mecklenburg führte die Primogenitur erst durch den Hamburger Vergleich von 1701 verbindlich ein.
In Erbmonarchien kamen die patrilineare oder agnatische Primogenitur (Töchter von der Thronfolge ausgeschlossen) sowie die kognatische (Söhne bevorzugt) am häufigsten vor. Viele der noch bestehenden Erbmonarchien in Europa haben inzwischen die Bevorzugung des männlichen Geschlechts bei der Erbfolgeregelung aufgehoben. So wird beispielsweise in Schweden seit 1980 und in Belgien seit 1991 das älteste Kind ungeachtet seines Geschlechts Thronfolger.
Nach einem Beschluss der Commonwealth-Staaten vom Oktober 2011 (Perth Agreement) ist auch die rund 300 Jahre alte Regelung der britischen Thronfolge dahingehend geändert worden, dass sich die Reihenfolge nur noch nach der Reihenfolge der Geburt innerhalb der Geschwister richtet und unabhängig ist von deren Geschlecht; weibliche Nachkommen werden also nicht mehr hinter später geborene männliche zurückgereiht. Die Reform wurde im April 2013 im britischen Unterhaus beschlossen; der Beschluss ist seit dem 26. März 2015 in Kraft, nachdem er durch alle Commonwealth-Staaten ratifiziert wurde. Die gleichberechtigte Thronfolge weiblicher Nachkommen gilt nur für nach dem 28. Oktober 2011 Geborene und führt somit nicht zu einem Aufrücken von Prinzessin Anne und ihrer Nachkommen in der Thronfolge.
Demgegenüber halten die Fürstentümer Liechtenstein und Monaco an der patrilinearen Form der Primogenitur fest.
In Frankreich beschloss der Nationalkonvent am 7. März 1793, dass die vormaligen Adligen ihren Besitz nicht mehr ausschließlich an den ältesten Sohn weitergeben dürfen. Es galt dadurch auch für diese Familien das bürgerliche Erbrecht.